# Oporów (gmina)
Pour les articles homonymes, voir Oporów.
Oporów est une gmina (commune) rurale (gmina wiejska) du powiat de Kutno, dans la Voïvodie de Łódź, dans le centre de la Pologne.
Son siège administratif (chef-lieu) est le village de Oporów, qui se situe environ 14 kilomètres (km) à l'est de Kutno (siège du powiat) et 53 kilomètres au nord de la capitale régionale Łódź (capitale de la voïvodie).
La gmina couvre une superficie de 67,85 km2 pour une population de 2 704 habitants en 2007.

## Histoire
De 1975 à 1998, la gmina est attachée administrativement à la voïvodie de Płock.

Depuis 1999, elle fait partie de la voïvodie de Łódź.

## Géographie
La gmina inclut les villages et localités de :
- Golędzkie
- Janów
- Jastrzębia
- Jaworzyna
- Jurków Drugi
- Jurków Pierwszy
- Kamienna
- Kurów-Parcel
- Kurów-Wieś
- Mnich
- Mnich-Ośrodek
- Mnich-Południe
- Oporów
- Oporów-Kolonia
- Pobórz
- Podgajew
- Samogoszcz
- Skarżyn
- Skórzewa
- Stanisławów
- Świechów
- Szczyt
- Wola Owsiana
- Wola Prosperowa
- Wólka-Lizigódź

### Gminy voisines
La gmina d'Oporów est voisine des gminy suivantes :
- Bedlno
- Krzyżanów
- Kutno
- Pacyna
- Strzelce
- Szczawin Kościelny
- Żychlin

## Structure du terrain
D'après les données de 2007, la superficie de la commune d'Oporów est de 67,85 kilomètres carrés, répartis comme telle :
- terres agricoles : 88 %
- forêts : 6 %

La commune représente 7,65 % de la superficie du powiat.

## Démographie
Données du 31 décembre 2014 :
| Description        | Total  | Total | Femmes | Femmes | Hommes | Hommes |
| ------------------ | ------ | ----- | ------ | ------ | ------ | ------ |
| Unité              | Nombre | %     | Nombre | %      | Nombre | %      |
| Population         | 2 704  | 100   | 1 364  | 50,4   | 1 340  | 49,6   |
| Densité (hab./km²) | 40     | 40    | 20     | 20     | 20     | 20     |